# Ягр, Яромир
Яроми́р Ягр (чеш. Jaromír Jágr; род. 15 февраля 1972[…], Кладно, Среднечешский край[…]) — чехословацкий и чешский хоккеист, выступающий на позиции крайнего нападающего, с лета 2011 года владелец клуба «Рытиржи Кладно». Занимает второе место по очкам в регулярных чемпионатах НХЛ и пятое место по очкам в плей-офф Кубка Стэнли. Занимает четвёртое место по голам в регулярных чемпионатах НХЛ, является первым среди европейских хоккеистов НХЛ по количеству очков и передач. Занимает четвёртое место в истории по количеству проведённых матчей в чемпионатах НХЛ.
Дважды завоёвывал Кубок Стэнли в составе «Питтсбург Пингвинз» (1991, 1992). Со сборной Чехии становился олимпийским чемпионом (1998) и дважды чемпионом мира (2005, 2010). Член «Тройного золотого клуба» (c 15 мая 2005 года). Член зала славы чешского хоккея (с 4 ноября 2008 года). В 2017 году включён в список 100 величайших хоккеистов за всю историю НХЛ по мнению самой лиги. Член Зала славы ИИХФ с мая 2024 года.
На момент начала сезона 2022/2023 за всю карьеру в сборной и клубах провёл 2622 игры, набрал 2772 очка (1120 шайб и 1652 передачи). По количеству заброшенных шайб в официальных матчах занимает 1-е место за всю историю хоккея. Самый возрастной игрок, автор шайбы и результативной передачи в истории профессионального хоккея с шайбой.

## Карьера

### Начало
Начал заниматься хоккеем в возрасте четырёх лет. Ягр рос на ферме и ежедневно ему приходилось выполнять много работы, помимо неё он постоянно занимался физическими упражнениями, делая по тысяче приседаний в день. 16-летний Ягр провёл свой первый сезон в 1988 году в «Польди Кладно», забросив 8 шайб и сделав 10 передач в 39 матчах. В следующем сезоне он стал одним из лидеров команды, набрав 60 (30+30) очков в 51 игре. В 4-й игре полуфинальной серии чемпионата Чехословакии с пражской «Спартой» Ягр сделал первый хет-трик в своей карьере. Он помог «Кладно» сравнять счёт в серии 2:2, но в решающей 5-й игре «Спарта» победила со счётом 4:1. Такая яркая игра юного Ягра привлекла внимание тренеров сборной Чехословакии, и он был приглашён на чемпионат мира 1990 года.

### «Питтсбург Пингвинз» (1990—1994)
Яромир Ягр был выбран на драфте НХЛ 1990 года в 1-м раунде под общим 5-м номером клубом «Питтсбург Пингвинз», лидером которого являлся Марио Лемьё. В Национальной хоккейной лиге выступал, с перерывами, с 1990 по 2018 годы. Результат в первом сезоне: регулярный чемпионат — 80 матчей, 27 шайб, 30 передач; плей-офф: 24 матча, 3 шайбы, 10 передач. 5 октября 1990 года дебютировал за «Питтсбург» в игре против «Вашингтон Кэпиталз». В своём втором матче, 7 октября 1990 года, Ягр забросил первую шайбу в НХЛ, поразив ворота вратаря «Нью-Джерси Девилз» Криса Террери. 2 февраля 1991 года в матче с «Бостон Брюинз» сделал первый «хет-трик» в своей заокеанской карьере, забросив три шайбы в ворота Норма Фостера. В первом же сезоне Яромир стал обладателем Кубка Стэнли и вошёл символическую сборную новичков по итогам сезона 1990/91.
Во втором сезоне результаты Ягра: регулярный сезон — 70 матчей, 32 шайбы, 37 передач; плей-офф: 21 матч, 11 шайб, 13 передач. В 1992 году Ягр выиграл Кубок Стэнли во второй раз подряд.
После этого Ягр уже не выигрывал командных трофеев в составе «Пингвинз», зато пять раз становился лучшим бомбардиром регулярного чемпионата НХЛ — «Арт Росс Трофи» ему вручали в 1995, 1998—2001 годах. Также вошёл в историю как первый европеец, получивший этот приз. Помимо «Арт Росс Трофи», выступая за «Питтсбург» Ягр также завоевал два «Лестер Пирсон Эворд» (приз лучшему хоккеисту сезона по итогам голосования профсоюза игроков), а также один раз стал обладателем «Харт Трофи» (приза самому ценному хоккеисту сезона).
В сезонах 1992/93 и 1993/94 Ягр стал одним из лидеров «Питтсбурга», в среднем показатель его результативности превысил одно очко за матч (хоккеист в сумме набрал соответственно в 81 игре 94 очка и в 80 играх — 99 очков). 3 ноября 1993 года Ягр в матче с «Баффало Сейбрз» забросил свою 100-ю шайбу в регулярных чемпионатах. В этих сезонах «Питтсбург» не доходил дальше второго раунда плей-офф, однако статистические показатели самого Ягра в Кубке Стэнли были неплохими: в 18 матчах он набрал 15 очков (7 шайб и 8 передач).

### Локаут 1994 года
Перед началом сезона 1994/95 профсоюз хоккеистов НХЛ и руководство лиги не смогли договориться об условиях нового коллективного соглашения. В НХЛ был объявлен локаут. Ягр, как и многие другие европейские хоккеисты, вернулся в Европу. Сначала он выступал в чешской Экстралиге за родную команду «Кладно». Проведя 11 матчей, перебрался в итальянский «Больцано», в котором он получал по 10000 долларов за игру. Стал чемпионом Альпенлиги 1994 года (турнир проходил в рамках кубка европейских лиг). В пяти матчах финального турнира набрал 16 очков (8 шайб и 8 передач), в том числе в финальных матчах против французского клуба «Руан», состоявшихся 6 и 8 декабря 1994 года, Ягр забросил 2 шайбы и сделал 7 голевых передач. Также в январе 1995 года Ягр провёл одну игру в немецкой Оберлиге за клуб из Гельзенкирхена «Шалькер Хайе», в которой отметился 11 набранными очками за гол и 10 результативных передач. Эта игра получилась памятной для клуба: для участия Ягра пришлось оплатить страховку на сумму 15000 немецких марок (около 7000 долларов США), сам матч между «Шалькер Хайе» и «Хернер Майнерс» закончился со счётом 20:3, причём Ягр забросил шайбу уже на 27-й секунде игры.

### «Питтсбург Пингвинз» (1995—2001)
После окончания локаута в 1995 году Ягр вернулся в «Питтсбург». Следующие 7 сезонов в составе «пингвинов» получились самыми удачными в карьере Ягра, он показывал яркую и результативную игру. В укороченном сезоне 1995 года Ягр впервые стал лучшим бомбардиром регулярного чемпионата НХЛ, набрав одинаковое количество очков с Эриком Линдросом (по 70), но Ягр забросил больше шайб (32) и стал обладателем «Арт Росс Трофи».
Особенно ярким получился сезон 1995/96, в котором Ягр установил личные рекорды результативности за один сезон (62 гола, 87 передач, 149 очков). «Питтсбург» в том сезоне показывал сверхатакующий хоккей, но тенденция в НХЛ была такова, что успеха добивались команды, игравшие от обороны. В полуфинале Кубка Стэнли 1996 года «Питтсбург» сенсационно уступил «Флориде Пантерз» именно из-за того, что соперник играл в вязкий, оборонительный хоккей.
В 1998 году Ягр во второй раз выиграл титул лучшего бомбардира НХЛ (102 очка в 77 матчах). После этого он ещё трижды с 1999 по 2001 год выигрывал «Арт Росс Трофи». В 1999 году Ягр был признан самым ценным хоккеистом НХЛ, став обладателем «Харт Трофи». Также в 1999 и 2000 годах его признавали лучшим хоккеистом сезона по версии игроков лиги («Лестер Пирсон Эворд»).
18 апреля 1999 года Ягр стал автором победной шайбы в овертайме игры с «Нью-Йорк Рейнджерс», ставшей прощальной в карьере для лучшего на тот момент бомбардира в истории НХЛ Уэйна Гретцки. 30 декабря 1999 года в игре с «Нью-Йорк Айлендерс» Ягр установил свой личный рекорд результативности в одном матче, набрав 7 очков (3 гола и 4 передачи). Ровно через год, 30 декабря 2000 года Яромир Ягр набрал своё 1000-е очко в регулярных чемпионатах, в матче против «Оттавы Сенаторз» забросив шайбу в ворота финского голкипера Яни Хурме. Ягру на тот момент было 28 лет и 319 дней, только 5 хоккеистов набирали 1000 очков в НХЛ в более юном возрасте. Сезон 2000/01, в котором Ягр в качестве капитана вывел «Питтсбург» в полуфинал Кубка Стэнли, стал для него последним в составе «Пингвинз». Всего за «Питтсбург» Ягр провёл 806 матчей в регулярных чемпионатах НХЛ, набрал 1079 очков (439 шайб и 640 передач). В Кубке Стэнли сыграл 140 игр, набрал 147 очков (65 шайб и 82 передачи).

### «Вашингтон Кэпиталз» (2001—2004)
11 июля 2001 года вместе с Франтишеком Кучерой был обменян в «Вашингтон Кэпиталз» на Криса Бича, Михала Сивека и Росса Лупашука. В октябре 2001 года Ягр подписал с «Вашингтоном» 8-летний контракт на общую сумму $ 88 млн, став самым высокооплачиваемым хоккеистом лиги. Выступая за «Вашингтон», Ягр 11 января 2003 года повторил свой личный рекорд результативности в одном матче, набрав 7 очков (3 гола и 4 передачи) в игре против «Флориды», которая закончилась со счётом 12:2, причём Ягр по решению тренера Брюса Кэссиди не принимал участие в 3-м периоде, когда счёт уже был разгромный. 4 февраля 2003 года Ягр забросил 500-ю шайбу в регулярных чемпионатах, сделав хет-трик в матче с «Тампа-Бэй Лайтнинг» (юбилейной для Ягра стала именно 3-я шайба в этой игре, своим коронным броском из правого круга вбрасывания он поразил ворота Джона Грэма).

### «Нью-Йорк Рейнджерс» (2004—2008)
23 января 2004 года Ягр был обменян на Энсона Картера в «Нью-Йорк Рейнджерс». Самым успешным сезоном в составе «Рейнджерс» для Ягра стал сезон 2005/2006, по итогам которого он в третий раз стал обладателем «Лестер Пирсон Эворд». В 82 матчах он набрал 123 очка (54 шайбы и 69 передач).
2 марта 2006 года Ягр набрал 1400-е очко в регулярных чемпионатах, забросив шайбу в ворота «Филадельфии».
27 марта 2006 года он набрал 2 очка (1+1) в игре с «Баффало», повторив рекорды клуба по голам (52, Адам Грэйвз в сезоне 1993/94) и очкам (109, Жан Ратель в сезоне 1971/72). Два дня спустя, 29 марта, Ягр отдал голевую передачу Петру Прухе в матче с «Нью-Йорк Айлендерс» и побил рекорд Жана Рателя по очкам за один сезон. 8 апреля, забросив шайбу в ворота «Бостона» Ягр побил рекорд Адама Грэйвза по голам за один сезон.
19 ноября 2006 года Ягр забросил 600-ю шайбу в регулярных чемпионатах, поразив ворота шведского голкипера «Тампы-Бэй» Йохана Холмквиста уже на 2-й минуте матча. Спустя 2 дня, 21 ноября Ягр отличился дважды в игре против «Каролины Харрикейнз» и стал самым результативным европейским хоккеистом в истории НХЛ, опередив Яри Курри. 10 февраля 2007 года Ягр набрал 1500-е очко в регулярных чемпионатах, отдав голевой пас Михалу Розсивалу в игре против «Вашингтона». На момент окончания сезона 2005/06 на счету Ягра было 1599 очков в регулярных чемпионатах НХЛ. После трёх успешных сезонов, в которых «Рейнджерс» всегда попадали в «плей-офф», Ягр по окончании контракта покинул Нью-Йорк.

### «Авангард» (2004—05, 2008—2011)

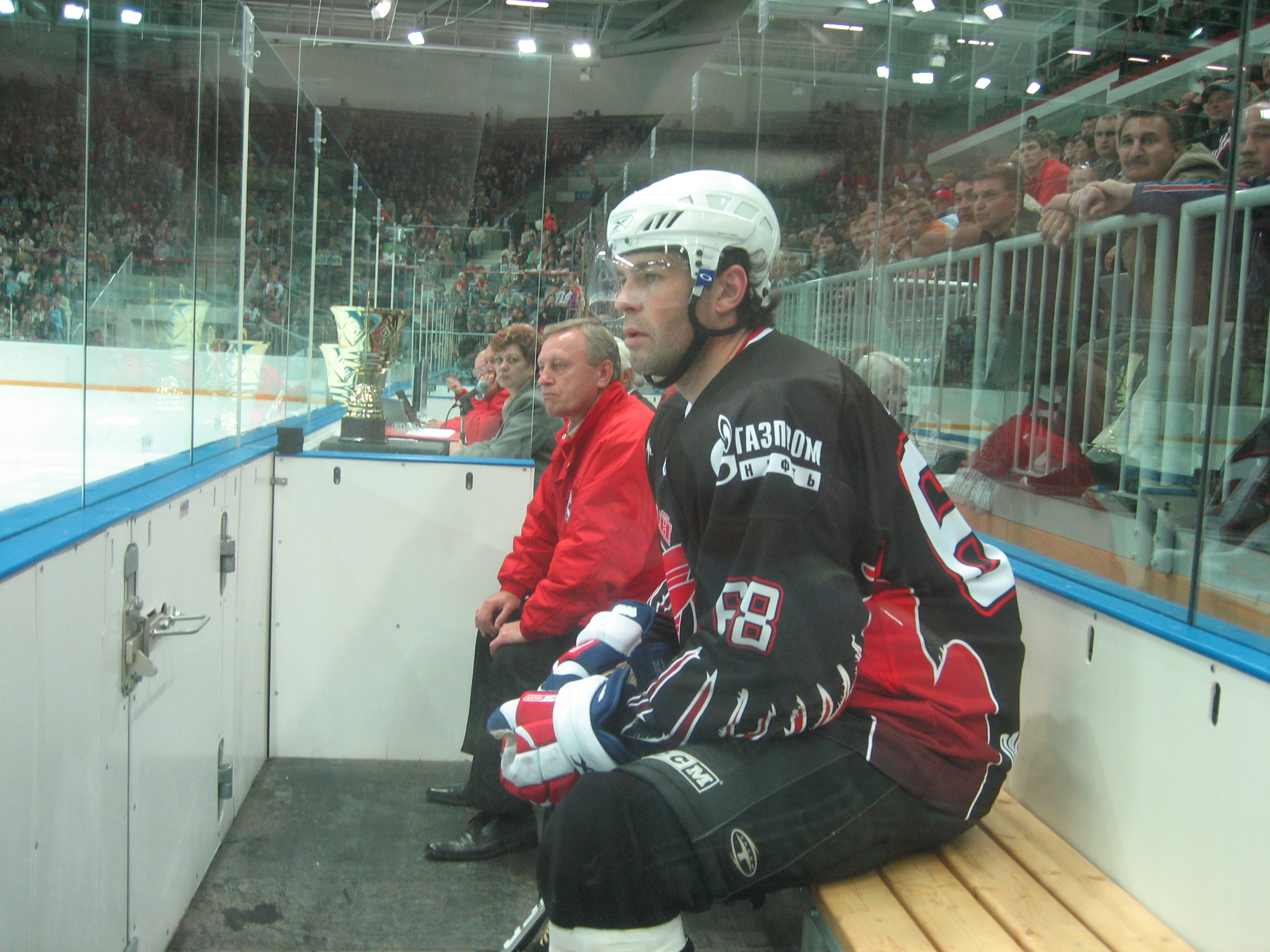
Яромир Ягр провёл в омском ХК «Авангард» четыре сезона

Во время локаута НХЛ в сезоне 2004/2005 Ягр играл в российской Суперлиге за омский «Авангард». Он перешёл в клуб по ходу сезона, на момент перехода Ягра клуб находился на 11 месте в турнирной таблице. Первый матч за омскую команду Ягр провёл в Воскресенске с «Химиком», в этой игре он также набрал первое очко, сделав голевую передачу. В следующем матче, который состоялся в Омске, Ягр забросил свою первую шайбу в чемпионате России, поразив ворота череповецкой «Северстали» уже на 3-й минуте игры. 27 ноября 2004 Ягр сделал свой первый хет-трик в российском чемпионате, это произошло в матче против ЦСКА. В январе завоевал с клубом Кубок европейских чемпионов, забив в овертайме с финским «Кярпятом» «золотой» гол. В чемпионате России 2004/05 Ягр с «Авангардом» занял 1 место. Он стал главным героем решающей игры четвертьфинальной серии с магнитогорским «Металлургом», набрав 4 очка (2+2) и став автором решающей шайбы после сольного прохода через всю площадку.
4 июля 2008 года Ягр подписал с «ястребами» полноценный контракт по системе «2+1». 14 сентября 2009 года в матче с рижским «Динамо» сделал свой второй хет-трик за «Авангард» и первый в КХЛ. 7 октября 2009 года Ягр снова сделал хет-трик, набрав 4 очка (3+1) в матче с клубом «Барыс» Астана. В 2009 и 2010 годах становился лучшим снайпером и лучшим бомбардиром клуба, уступив в 2011 году этот титул партнёру по звену Роману Червенке. 28 января 2011 года в матче с «Барысом» Ягр набрал 200-е и 201-е очко за «Авангард». На тот момент Яромир провёл 205 игр, 88 шайб (включая три хет-трика) и 113 передач.
За все четыре сезона, проведённых в «Авангарде», Ягр забросил 93 шайбы и занял в списке лучших снайперов «Авангарда» в высшем дивизионе пятое место. В 2011 году Ягр помог «Авангарду» завоевать Кубок Континента, трофей за победу в регулярном чемпионате КХЛ.
За время выступлений Яромира Ягра в КХЛ стали традиционными матчи всех звёзд между командами Ягра и Алексея Яшина под названием «Ягр-Тим» — «Яшин-Тим». Всего состоялось три таких матча: 10 января 2009 года в Москве на Красной площади, 30 января 2010 года в Минске и 5 февраля 2011 года в Санкт-Петербурге. Все 3 игры закончились в пользу команды Яромира Ягра: 7:6, 11:8 и 18:16 соответственно. Ягр в них набрал 11 очков (4 шайбы и 7 передач), в том числе сделал хет-трик в игре 2011 года. Особенно запоминающимся получился матч 2009 года, который состоялся в 15-градусный мороз на Красной площади.

### «Филадельфия Флайерз» (2011—2012)

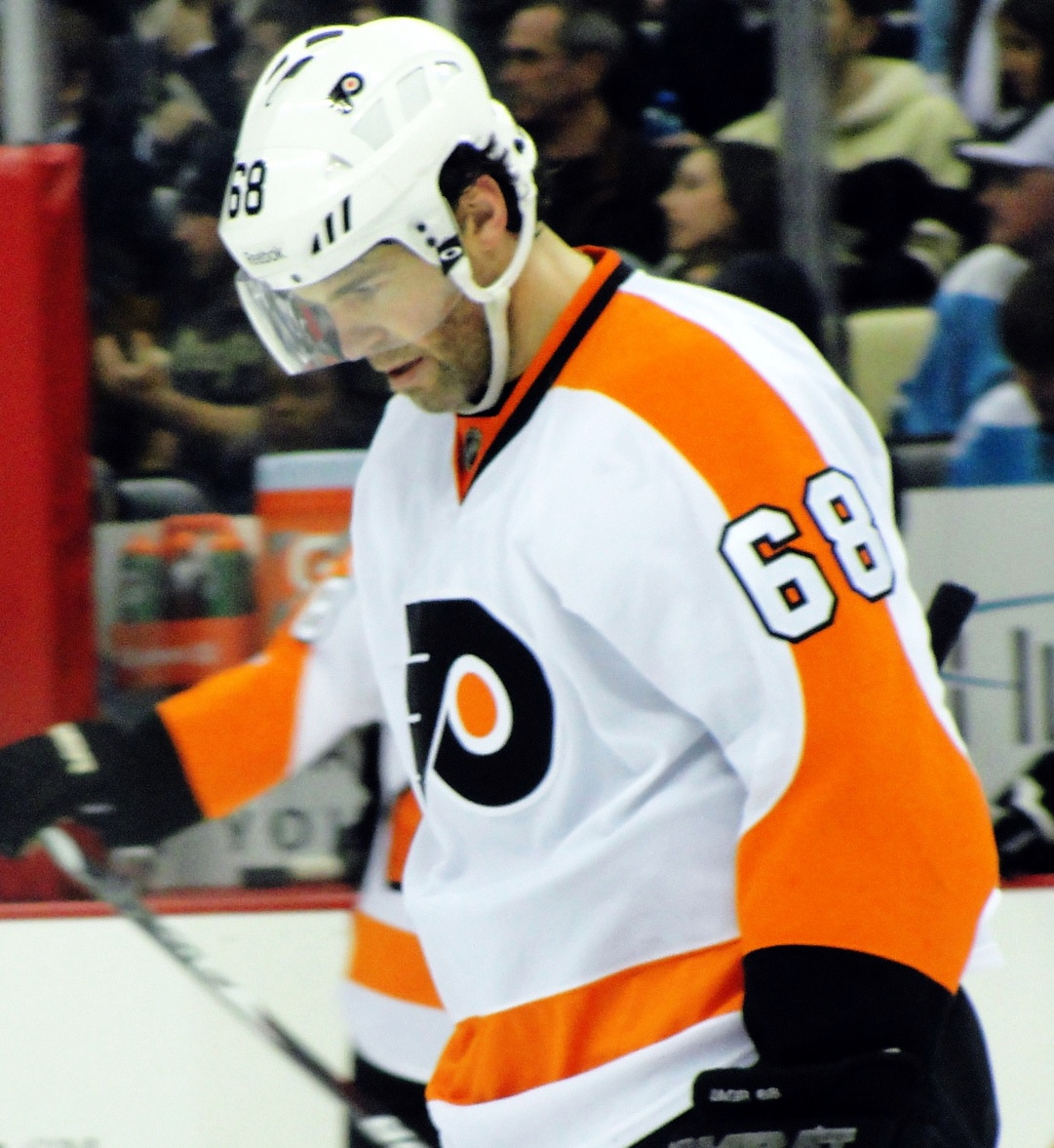
Яромир Ягр в составе «Филадельфии Флайерз» в 2011 году

После окончания контракта с «Авангардом» в 2011 году Ягр взял длительную паузу на поиски продолжения карьеры. Хотя Ягру в Омске предложили продлить контракт, ходили слухи о желании игрока вернуться в НХЛ. Интерес к игроку подтвердил «родной» для хоккеиста клуб «Питтсбург Пингвинз», предложивший 2 млн долларов за сезон. Неожиданно для многих, 1 июля 2011 года Ягр подписал соглашение с другим клубом из Пенсильвании, принципиальным соперником «пингвинов» — «Филадельфией Флайерз». В этом клубе отыграл пять сезонов защитником агент Ягра — Петр Свобода. Сумма контракта составила $ 3,3 млн, срок контракта — один сезон. КХЛ пожелала Яромиру успехов в новом клубе и поблагодарила за великолепную игру и пропаганду хоккея на пространстве КХЛ в течение трёх лет, которые он выступал в команде «Авангард».
Возвращение Ягра в НХЛ получилось успешным. 6 октября 2011 года, в первом же матче за новый клуб Ягр набрал 1600-е очко в регулярных чемпионатах, отдав голевую передачу в матче с «Бостон Брюинз». 24 октября он забросил первую шайбу за «Филадельфию», дважды распечатав ворота Юнаса Густавссона в игре с «Торонто Мейпл Лифс». 29 октября Ягр снова оформил дубль, на сей раз в матче с «Каролиной». Первая его шайба в ворота голкипера «ураганов» Брайана Буше стала 650-й для Ягра в регулярных чемпионатах. Большую часть сезона Ягр играл в первом звене с Клодом Жиру и Скоттом Хартнеллом. В составе «лётчиков» он набрал 54 очка (19 шайб и 35 передач) в 77 матчах. Команда пробилась в плей-офф, где в 1-м раунде обыграла бывший клуб Ягра «Питтсбург», который считался одним из главных фаворитов на победу в Кубке Стэнли.

### «Кладно», «Даллас Старз», «Бостон Брюинз» (2012—2013)
В межсезонье Ягр подписал однолетний контракт с клубом «Даллас Старз» на $ 4,55 млн. Но дебют Ягра за «Даллас» затянулся из-за очередного локаута в НХЛ. Первую половину сезона 2012/13 Ягр отыграл за «Кладно». Из-за Ягра посещаемость домашних и выездных матчей «Кладно» была очень высокой, а сам Ягр играл ярко и результативно. 28 октября 2012 года в матче с пражской «Спартой» Ягр сделал хет-трик. 19 декабря 2012 года он снова сумел трижды отличиться, на сей раз в матче с действующим на тот момент чемпионом Чехии «Пардубице», набрав 4 очка (3+1) Ягр принёс «Кладно» победу со счётом 5:4. Их связка с Томашем Плеканцем играла очень результативно, благодаря чему «Кладно» был одним из лидеров чемпионата. За 34 игры в Экстралиге Ягр забросил 24 шайбы и сделал 33 передачи, набрав 57 очков. В январе 2013 года коллективное соглашение между НХЛ и профсоюзом игроков было подписано и локаут закончился.
Приехав в Даллас, Ягр первым делом попросил для себя ключ от арены, чтобы иметь возможность тренироваться в ночное время. Он дебютировал за «Даллас» в домашнем матче с «Финикс Койотис», который состоялся 19 января 2013 года. Первый матч в новом клубе получился сверхудачным: Ягр поучаствовал во всех голах своей команды, набрав 4 очка (2+2) и помог «Далласу» одержать победу со счётом 4:3. 30 марта Ягр отдал 1000-й голевой пас в карьере в НХЛ. «Даллас» обыграл «Миннесоту» со счётом 5:3, шайба, заброшенная в большинстве Джейми Бенном, оказалась в матче победной.
2 апреля он был обменян в «Бостон Брюинз» на Лейна Макдермида и Коди Пэйна, а также право выбора во втором раунде драфта-2013 (или первом, если «Бостон» дойдет до полуфинала Кубка Стэнли в 2013 году). Интересно, что и Макдермид, и Ягр (Пэйн ещё не дебютировал в НХЛ) забили по голу в своих дебютных матчах за новые команды. Правда, гол Ягра в игре против «Нью Джерси» оказался победным, а вот гол Макдермида лишь подсластил пилюлю поражения «Далласа» от «Анахайм Дакс». Вторая шайба Ягра за «медведей», заброшенная 21 апреля в ворота «Флориды Пантерз» стала 118-й победной шайбой Яромира в регулярных чемпионатах. По этому показателю он сравнялся с легендой «Брюинз» Филом Эспозито. «Бостон» дошёл до финала Кубка Стэнли, где уступил «Чикаго Блэкхокс», а Яромир лишь во второй раз за карьеру не забил ни одного гола в плей-офф (10 передач в 22 матчах). Примечательно, что Ягр сыграл в финале Кубка Стэнли спустя 21 год, что в очередной раз сделало его рекордсменом НХЛ. Ранее этот рекорд принадлежал Гэри Робертсу, который играл в финале Кубка Стэнли с интервалом в 19 лет (за «Калгари» в 1989 и за «Питтсбург» в 2008).

### «Нью-Джерси Девилз» (2013—2015)
Став неограниченно свободным агентом, в июле 2013 года Яромир Ягр подписал однолетний контракт с «Нью-Джерси Девилз». Играя в составе «Нью-Джерси», Ягр продолжил своё восхождение в списке самых результативных хоккеистов в истории НХЛ. 21 ноября 2013 года Ягр забил гол, который стал его 121-м победным в регулярных чемпионатах, а также 690-м всего, тем самым он повторил рекорд Горди Хоу по победным голам и сравнялся с Марио Лемьё по общему количеству шайб. 19 декабря он побил рекорд Горди Хоу по победным голам, шайба в ворота «Оттавы» стала 122-й победной в карьере Яромира. Кроме того, Ягр обошёл Стива Айзермана и вышел на 8-е место в списке лучших снайперов НХЛ. 8 января 2014, отдав результативную передачу в игре против «Филадельфии», Ягр сравнялся с Марио Лемьё по количеству набранных очков. 14 января в игре с «Монреалем» Ягр забросил свою 695 шайбу и вышел на 7-е место среди снайперов, обогнав Марка Мессье. 26 января в игре с «Рейнджерс» Ягр отдал две голевые передачи и вышел на десятое место в списке лучших ассистентов в истории НХЛ, обогнав Марио Лемьё.
1 марта 2014 года в игре против «Айлендерс» Ягр забросил свою 700-ю шайбу в регулярных чемпионатах, поразив ворота Евгения Набокова. Он стал седьмым игроком в истории лиги, достигшим этой отметки, до него это удавалось Уэйну Гретцки, Горди Хоу, Филу Эспозито, Бретту Халлу, Марселю Дионну и Майку Гартнеру. По окончании сезона Яромир продлил контракт с «дьяволами».
3 января 2015 года Ягр, забросив 3 шайбы в матче с «Филадельфией», побил рекорд НХЛ, принадлежавший Горди Хоу и стал самым возрастным хоккеистом в истории лиги, кому удавалось сделать хет-трик (42 года и 322 дня).

### «Флорида Пантерз» (2015—2017)

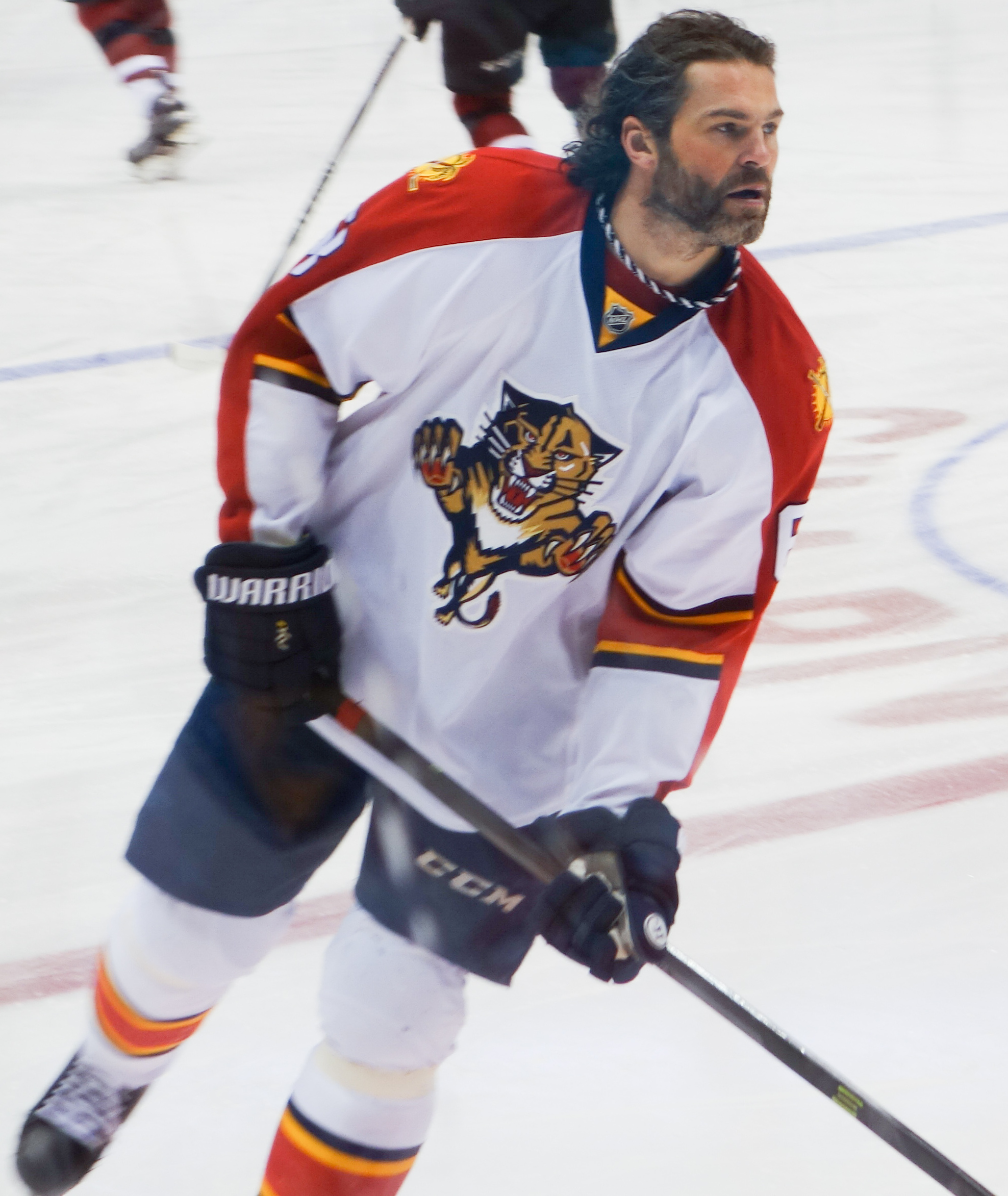
Ягр в составе «Флориды Пантерз» в 2016 году

26 февраля 2015 года Ягр, недавно отметивший своё 43-летие, был обменян во «Флориду Пантерз». В своём втором матче за «Флориду» 1 марта Ягр забил гол, ставший 717-м в его карьере. В результате он сравнялся с Эспозито, занимавшим пятое место в списке лучших снайперов НХЛ. 19 марта в матче с «Детройтом» Ягр забил 718-й гол и вышел на чистое пятое место по голам. 2 апреля Яромир набрал 2 (1+1) очка в матче с «Каролиной», достиг показателя 1798 очков за карьеру (721+1077) и разделил со своим бывшим одноклубником Роном Фрэнсисом четвёртое место в списке лучших бомбардиров. 9 апреля Ягр сделал две результативные передачи в матче против «Бостон Брюинз» и с 1800 очками вышел на чистое четвёртое место среди бомбардиров. Кроме того, он догнал Адама Оутса по числу голевых передач и разделил шестое место в списке лучших ассистентов в истории лиги. В целом же по итогам сезона 2014/15 стало ясно, что Ягр удачно вписался в состав «Флориды». Играя в первом звене с молодыми Джонатаном Юбердо и Александром Барковым, он набрал 18 очков в 20 играх сезона (по сравнению с 29 очками в 57 играх сезона за «Нью-Джерси»). 12 апреля 2015 Яромир подписал новый годичный контракт с клубом.
20 декабря 2015, забив свою 732 шайбу в регулярных чемпионатах НХЛ, Яромир Ягр обошёл Марселя Дионна и вышел на чистое 4-е место в списке лучших снайперов в истории НХЛ. Кроме того, Ягр стал четвёртым хоккеистом в истории НХЛ , который забивал не меньше 10 голов на протяжении 22 сезонов подряд. Ранее это удавалось Марку Мессье, Рону Фрэнсису и Дэйву Андрейчуку.
В начале января 2016 года стало известно, что в результате голосования болельщиков, Яромир Ягр был выбран капитаном сборной Атлантического дивизиона на матче всех звёзд НХЛ 2016 года. Сама игра состоялась 31 января 2016 года, в Нэшвилле на «Бриджстоун-арене». Ягр забросил шайбу в полуфинальной игре, но в финале его команда уступила сборной Тихоокеанского дивизиона. Это был 10-й матч всех звёзд для Ягра. В 10 играх он набрал 13 очков (5 шайб и 8 передач).
20 февраля 2016, забросив 742 шайбу в регулярных чемпионатах НХЛ, Яромир обошёл Бретта Халла и вышел на 3-е место в списке лучших снайперов в истории НХЛ. 7 марта 2016, набрав 1851-е очко в регулярных чемпионатах НХЛ, вышел на 3-е место в списке бомбардиров за всю историю, обойдя Горди Хоу.
5 мая 2016 года Ягр снова продлил контракт с «Флоридой» сроком на 1 год. 22 июня 2016 года в Лас-Вегасе на церемонии вручения призов НХЛ по итогам сезона, Ягр стал обладателем «Билл Мастертон Трофи», приза вручаемого за верность хоккею. Он не смог присутствовать на церемонии из-за болезни своего отца.
25 июня 2016 года Ягр был признан лучшим хоккеистом Чехии. На церемонии в Карловых Варах в 12-й раз ему была вручена Золотая клюшка, что является абсолютным рекордом среди чешских хоккеистов (у ближайшего преследователя Доминика Гашека 5 таких трофеев).
20 октября 2016 года Яромир Ягр отметился результативным броском в матче регулярного чемпионата НХЛ против «Вашингтон Кэпиталз», которая стала для 44-летнего чеха 750-й в карьере. До Ягра, подобным достижением отметились только Горди Хоу и Уэйн Гретцки. Через два месяца, 20 декабря 2016, Ягр в игре с «Баффало» сделал 3 голевые передачи, набрал 1887-е очко (755+1132) и вышел на второе место по очкам в регулярных чемпионатах НХЛ, догнав Марка Мессье, а 22 декабря, благодаря результативной передаче в матче против «Бостон Брюинз», вышел на чистое второе место в списке лучших бомбардиров. 15 февраля 2017, в свой 45-й день рождения Ягр набрал 1900-е очко в регулярных чемпионатах НХЛ, отдав голевую передачу в матче с «Сан-Хосе Шаркс». После окончания сезона 2017/18, который получился для Ягра и «Флориды» не таким удачным, как предыдущий, руководство «Пантерз» решило пойти на перемены. Новым главным тренером был назначен Боб Бугнер. Ягру, у которого закончился контракт с клубом, не был предложен новый.

### «Калгари Флэймз» (2017—2018)
4 октября 2017 года подписал однолетний контракт с «Калгари Флэймз». 9 ноября забил первую шайбу за новый клуб в домашнем матче против «Детройта». Также в этой игре Ягр сделал результативную передачу и был признан первой звездой матча. 28 декабря 2017 года в матче против «Сан-Хосе» догнал Рона Фрэнсиса по количеству матчей в регулярных чемпионатах НХЛ. 29 декабря 2017 года вышел на чистое 3-е место по сыгранным матчам в регулярных чемпионатах НХЛ. В последний день 2017 года, 31 декабря Ягр провёл свой последний, 1733-й матч в НХЛ, в котором «Калгари» обыграл в овертайме «Чикаго Блэкхокс» со счётом 4:3, сам Яромир в этой игре результативными действиями не отметился. Спустя две недели, 14 января 2018 года «Калгари» поместил Ягра в список травмированных игроков. 28 января «Флэймз», поблагодарив Ягра за игру и выразив сожаление по поводу травмы, выставили Ягра на драфт отказов, по условиям которого в течение 24 часов его мог выбрать любой другой клуб НХЛ. Это не случилось и стало ясно, что впечатляющая карьера Ягра в НХЛ подошла к концу. Всего в НХЛ он играл в составе 9 команд, суммарно (регулярный чемпионат и плей-офф) провёл 24 сезона, сыграл 1941 игру, набрав 2122 очка (844 шайбы и 1278 передач).

### Возвращение в Чехию
29 января 2018 года объявил о своём переходе в свою родную команду «Рытиржи Кладно», выступающую в первой чешской лиге. Первая же игра Ягра против «Бенатки-над-Йизероу», которая состоялась 3 февраля, получилась примечательной из-за дуэли Ягра и Петра Недведа, который специально ради этого матча возобновил карьеру на одну игру. Со счётом 7:2 победило «Кладно», Ягр сделал 3 голевые передачи, а Недвед забил гол и отдал передачу. 17 февраля в 5-м матче после возвращения против «Гавиржова» Ягр получил травму колена после жёсткого силового приема нападающего Марека Сикоры. Так как по правилам чешской лиги нужно провести минимум 15 игр, чтобы принимать участие в переходном турнире за право выхода в Экстралигу, Ягр 10 раз выходил на лёд на одну смену в самом начале матча, чтобы получить возможность сыграть в переходном турнире при условии восстановления от травмы. Так и не восстановившись от травмы, Ягр не смог помочь «Кладно» пробиться в Экстралигу.
18 февраля 2019 года, через 2 дня после своего 47-го дня рождения, Ягр вернулся на лёд. Это произошло в матче против «Гавиржова»: Ягр отыграл почти 18 минут, очков не набрал, а «Кладно» победило со счётом 2:0. В следующей игре с «Усти-над-Лабем» Ягр набрал свои первые очки за результативность, отдав 2 голевые передачи. 26 февраля, в последнем матче регулярного чемпионата с «Литомержице», Ягр забросил первую шайбу после возвращения в Чехию. Отличившись после долгих 474 дней, он стал самым возрастным хоккеистом в истории чешских чемпионатов, кому удалось забить гол. Обыграв в плей-офф двух соперников, «Кладно» получило право на участие в переходном турнире за право выхода в Экстралигу. В нём Ягр показал себя во всей красе, став лучшим снайпером турнира (10 заброшенных шайб). В матче с «Хомутовым» он забросил 2 шайбы, в том числе победную после сольного прохода через всю площадку. А в игре против «Ческе-Будеёвице» Ягр стал автором всех 4-х голов своей команды, эта победа со счётом 4:2 позволила «Кладно» вернуться в Экстралигу спустя 5 лет.
Начало сезона 2019/2020 получилось для Ягра удачным: он играл результативно и «Кладно» находилось в зоне выхода в предварительный раунд «плей-офф». 29 ноября 2019 года он получил травму в матче с пражской «Спартой» после единоборства с защитником Адамом Полашеком. Из-за этой травмы Ягр не играл полтора месяца. Возвращение на лёд получилось триумфальным: 12 января 2020 года «Кладно» на выезде обыграло лидера чемпионата «Спарту» со счётом 8:4, Ягр при этом набрал 4 очка (2 гола и 2 передачи). В последнем туре «Кладно» уступило «Литвинову» со счётом 2:6 и вылетело из Экстралиги.
Из-за пандемии сезон 2020/2021 начался позднее, чем обычно. 23 ноября Ягр прилетел в Москву на матч между «Авангардом» и «Ак Барсом», посвящённый 70-летию омского хоккея. 16 декабря Ягр сыграл свой первый матч в сезоне: сделав голевую передачу он помог «Кладно» одержать победу со счётом 7:5 над «Дуклой» из Йиглавы. В финальной серии «Кладно» обыграло «Дуклу» в семи матчах, вернувшись в Экстралигу спустя год.
В сезоне 2021/2022 Ягр продолжил свою карьеру, забросив 8 шайб в 43 матчах. Он стал первым хоккеистом в истории чешского чемпионата, который забил гол в возрасте 50 лет. «Кладно» сохранил место в Экстралиге на следующий сезон, несмотря на то, что из-за реконструкции домашней арены они вынуждены были весь сезон проводить домашние матчи в Хомутове.
В феврале 2023 года, незадолго до своего 51-го дня рождения, забросил 1099-ю шайбу за карьеру (включая все профессиональные лиги и сборную), превзойдя рекорд по голам, установленный Уэйном Гретцки. К этому моменту на его счету было 844 гола в НХЛ, 93 в КХЛ, 107 в чешской лиге и 55 в матчах сборной.
18 апреля 2024 года Ягр стал самым возрастным игроком в истории профессионального хоккея с шайбой, который когда-либо выходил на лёд и набирал очки: в стыковом матче за право выступать в сезоне 2024/25 в Экстралиге против «Всетина» он отметился голом и результативной передачей в возрасте 52 лет и 63 дней, тогда как предыдущий рекордсмен Горди Хоу последний раз выходил на лёд в НХЛ в возрасте 52 лет и 11 дней.
В сентябре 2024 года начал свой 37-й сезон в профессиональной карьере, в первом матче сделав голевую передачу.

## Сборная

### Сборная Чехословакии
Ягр, будучи одним из самых ярких молодых хоккеистов Чехословакии, принимал участие в чемпионате Европы среди юниоров 1989 года. Забросив 8 шайб и отдав 4 передачи в 5 играх, он стал серебряным призёром турнира. На молодёжном чемпионате мира 1990 года Ягр стал бронзовым призёром, войдя в символическую сборную и став лучшим ассистентом турнира, набрав в 7 матчах 18 очков (5 шайб + 13 передач).
После очень удачного сезона 1989/1990, когда 18-летний Ягр забросил 30 шайб в 51 матче чехословацкой лиги, он принял участие в чемпионате мира 1990 в составе основной сборной Чехословакии, завоевав бронзовую медаль. Последним турниром за чехословацкую сборную для Ягра стал Кубок Канады 1991 года.
Всего за сборную Чехословакии Ягр провёл 26 игр, набрал 8 очков (6 шайб и 2 передачи).

### Сборная Чехии

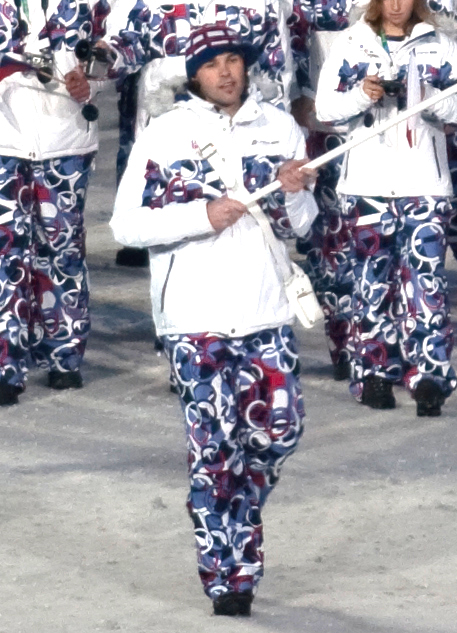
На открытии Олимпийских игр 2010, Яромир Ягр участвовал в качестве знаменосца сборной Чехии

После распада Чехословакии Ягр регулярно выступал за сборную Чехии на крупных международных турнирах. Чемпионат мира-1994 и Кубок мира-1996 получились неудачными. Но в 1998 году Ягр в составе сборной Чехии выиграл золотые медали Олимпийских игр-1998, обыграв в финале сборную России со счётом 1:0. Этот турнир был первым, когда хоккеисты НХЛ принимали участие в Олимпиадах.
После победы в Нагано, Ягр очень результативно играл на чемпионатах мира 2002 и 2004, но каждый раз чешская сборная, занимая 1 место в группе на предварительном турнире, уступала соперникам по 1/4 финала. Осенью 2004 года Ягр со сборной Чехии дошёл до полуфинала Кубка мира-2004, уступив в овертайме Канаде со счётом 3:4. После окончания локаутного сезона 2004/2005, который Ягр провёл в Европе, он принял участие в чемпионате мира 2005 года в Австрии. Во второй игре группового этапа против сборной Германии Ягр сломал мизинец на руке после удара клюшкой по руке, полученного от защитника Штефана Шауэра. Пропустив одну игру, он принял участие во всех оставшихся матчах и помог чешской сборной стать чемпионами мира, обыграв в финале Канаду со счётом 3:0, причём Ягр отдал 2 голевые передачи в финальном матче. По итогам турнира он вошёл в символическую сборную и стал членом «Тройного золотого клуба».
Через год, на Олимпийских играх 2006 года Ягр выиграл свою вторую олимпийскую медаль, став бронзовым призёром. На следующих крупных турнирах, чемпионате мира-2009 и Олимпийских играх-2010 Ягр со сборной уступал в 1/4 финала сборным Швеции и Финляндии соответственно. Но потом пришёл очередной успех Ягра со сборной Чехии, на чемпионате мира 2010 года в Германии Ягр стал чемпионом мира во второй раз, обыграв в финале сборную России со счётом 2:1. В финальном матче Ягр уже на 1-й минуте матча отдал голевой пас на пустые ворота Якубу Клепишу.
Спустя год, на чемпионате мира 2011 года в Словакии, Ягр стал бронзовым призёром, войдя в символическую сборную и став лучшим нападающим турнира. В четвертьфинале со сборной США, который чехи выиграли 4:0, Ягр сделал первый «хет-трик» в сборной. Два следующих турнира, чемпионат мира и Олимпийские игры 2014 года получились безмедальными для Ягра и чешской сборной. Последним турниром Ягра в составе сборной Чехии стал домашний чемпионат мира 2015 года. Хотя чехи заняли 4 место и не вошли в тройку призёров, сам Ягр стал одним из героев турнира. В четвертьфинале со сборной Финляндии, который чехи выиграли 5:3, Ягр забил 2 гола, в том числе победный при счёте 3:3 в 3-м периоде. По итогам турнира он был признан самым ценным хоккеистом и вошёл в символическую сборную.
Всего за сборную Чехословакии и Чехии Ягр провёл 136 официальных игр, набрал 119 очков (51 шайба и 68 передач).

## Вне льда
Яромир Ягр принял православие, по одним данным, ещё в 2001 году в Праге, по другим — в 2005 году во время локаута в НХЛ в Омске.
28 октября 2010 года в рамках празднования Дня независимости президент Чехии Вацлав Клаус наградил Ягра медалью «За заслуги» II степени. Ранее эту награду получали только три чешских хоккеиста — Аугустин Бубник, Иван Глинка и Доминик Гашек.
В 2010 году стал одним из крупнейших жертвователей чешской Гражданской демократической партии, пожертвовав 5,6 млн крон (около 280 тыс. долларов).
28 октября 2019 года президент Чехии Милош Земан наградил Ягра медалью «За заслуги» I степени. Ягр стал первым чешским спортсменом, который получил государственную награду во второй раз.

## Личная жизнь
Отец — Яромир Ягр-старший (09.09.1940 г. — 15.11.2022 г.), мать — Анна Ягрова (род. 08.11.1946). У Ягра есть старшая сестра — Йитка (род. в 1966 г.), племянница Павлина (род. в 1991 г.). Его племянник Иржи Калла (род. 07.07.1993 г.) играл в хоккей в 3-й чешской лиге, а в настоящее время работает менеджером по маркетингу команды «Рытиржи Кладно».
Подругами Ягра в разные годы были: телеведущая Луция Борхиова (чеш.); вице-мисс Чешская республика-1996 (чеш.), телеведущая и актриса Ива Кубелкова (чеш.); ведущая спортивного канала Николь Ленертова (чеш.); мисс Словакия-1999 (словацк.) Андреа Верешова (словацк.); модель Инна Пугайкова (чеш.). С конца 2015-го до лета 2019 года встречался с Вероникой Копрживовой (чеш.). Летом 2019 года Ягр подтвердил факт расставания с Копрживовой. В декабре 2019 года Ягр был замечен вместе с бывшей словацкой теннисисткой Даниэлой Гантуховой. С лета 2020 года встречается с Доминикой Бранишовой.

#### Другие

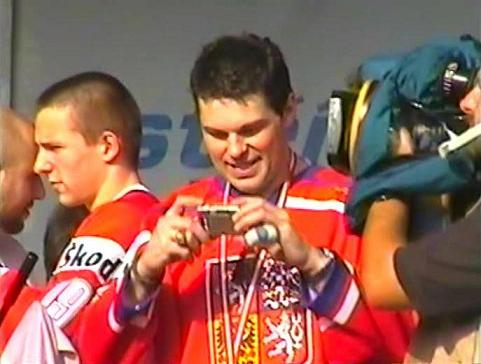
Яромир Ягр на встрече с болельщиками после чемпионата мира 2005

## Статистика
| Легенда | Легенда                    | Легенда | Легенда                   | Легенда | Легенда    |
| ------- | -------------------------- | ------- | ------------------------- | ------- | ---------- |
| И       | Количество проведённых игр | Штр     | Штрафное время            | +/−     | Плюс-минус |
| Г       | Голы                       | П       | Голевые передачи          | О       | Очки       |
| -       | Статистика неизвестна      | —       | Статистика не учитывалась |         |            |

## Награды и достижения
| Год        | Команда              | Достижение                            |
| ---------- | -------------------- | ------------------------------------- |
| 1991, 1992 | «Питтсбург Пингвинз» | Обладатель Приза принца Уэльского (3) |
| 2013       | «Бостон Брюинз»      | Обладатель Приза принца Уэльского (3) |
| 1991, 1992 | «Питтсбург Пингвинз» | Обладатель Кубка Стэнли (2)           |

| Год        | Команда      | Достижение                                     |
| ---------- | ------------ | ---------------------------------------------- |
| 1989       | Чехословакия | Серебряный призёр юниорского чемпионата Европы |
| 1990       | Чехословакия | Бронзовый призёр молодёжного чемпионата мира   |
| 1990       | Чехословакия | Бронзовый призёр чемпионата мира (2)           |
| 2011       | Чехия        | Бронзовый призёр чемпионата мира (2)           |
| 1998       | Чехия        | Олимпийский чемпион                            |
| 2005, 2010 | Чехия        | Чемпион мира (2)                               |
| 2006       | Чехия        | Бронзовый призёр Олимпийских игр               |

| Год  | Команда    | Достижение                             |
| ---- | ---------- | -------------------------------------- |
| 1994 | «Больцано» | Чемпион Альпенлиги                     |
| 2005 | «Авангард» | Обладатель Кубка европейских чемпионов |
| 2011 | «Авангард» | Обладатель Кубка Континента            |

| Год                                | Команда              | Достижение                                              |
| ---------------------------------- | -------------------- | ------------------------------------------------------- |
| 1995, 1998, 1999, 2000, 2001       | «Питтсбург Пингвинз» | «Арт Росс Трофи» (5)                                    |
| 1999, 2000                         | «Питтсбург Пингвинз» | «Лестер Пирсон Эворд» (3)                               |
| 2006                               | «Нью-Йорк Рейнджерс» | «Лестер Пирсон Эворд» (3)                               |
| 1999                               | «Питтсбург Пингвинз» | «Харт Трофи»                                            |
| 1992                               | «Питтсбург Пингвинз» | Попадание в символическую сборную новичков              |
| 1995, 1996, 1998, 1999, 2000, 2001 | «Питтсбург Пингвинз» | Попадание в первую символическую сборную всех звёзд (7) |
| 2006                               | «Нью-Йорк Рейнджерс» | Попадание в первую символическую сборную всех звёзд (7) |
| 1997                               | «Питтсбург Пингвинз» | Попадание во вторую символическую сборную всех звёзд    |
| 2016                               | «Флорида Пантерз»    | «Билл Мастертон Трофи»                                  |
| 1992, 1993, 1996, 1998, 1999, 2000 | «Питтсбург Пингвинз» | Участник матча всех звёзд (10)                          |
| 2002, 2003                         | «Вашингтон Кэпиталз» | Участник матча всех звёзд (10)                          |
| 2004                               | «Нью-Йорк Рейнджерс» | Участник матча всех звёзд (10)                          |
| 2016                               | «Флорида Пантерз»    | Участник матча всех звёзд (10)                          |

| Год              | Команда    | Достижение               |
| ---------------- | ---------- | ------------------------ |
| 2009, 2010, 2011 | «Авангард» | Участник матча звёзд (3) |

| Год                    | Команда | Достижение                                            |
| ---------------------- | ------- | ----------------------------------------------------- |
| 2011                   | Чехия   | Лучший нападающий чемпионата мира                     |
| 2004, 2005, 2011, 2015 | Чехия   | Попадание в символическую сборную чемпионата мира (4) |
| 2015                   | Чехия   | Самый ценный игрок чемпионата мира                    |

| Год                                                       | Достижение                                               |
| --------------------------------------------------------- | -------------------------------------------------------- |
| 1995, 1996, 1999, 2000, 2002, 2005—2008, 2011, 2014, 2016 | Обладатель Золотой клюшки — лучшему хоккеисту Чехии (12) |
| 2005                                                      | Лучший спортсмен Чехии                                   |